# Princesa Peach
La Princesa Peach, coneguda també com la Princesa Toadstool, regne del qual és princesa, és un personatge fictici de la saga Mario de Nintendo. El seu regne, anomenat regne Xampinyó, està poblat per una espècie de bolets humanoides anomenats Toads. Va aparèixer per primera vegada en un videojoc l'any 1985, amb el joc Super Mario Bros. i des d'aquell joc ha participat en 54 jocs més i fins i tot n'ha protagonitzat l'anomenat Super Princess Peach.
En una gran quantitat d'ocasions és segrestada per Bowser, el tirà de la saga. Quan això succeeix, s'allibera el pànic al regne Xampinyó, i els herois de la saga, Mario i Luigi, van a rescatar-la.

## Baby Peach
Baby Peach és la versió petita de la Princesa Peach. El seu aspecte és molt semblant al de la seva versió adulta: cabells rossos, ulls blaus... Porta una corona amb diamants i un xumet rosa, del mateix color que el seu vestit. La seva primera aparició va ser al joc Mario & Luigi: Partners in Time, de la consola Nintendo DS, de Nintendo. En aquest joc, en Baby Bowser la vol segrestar, però els petits Toads ho impedeixen.